# خورن پاپویان
خورن پاپویان (ارمنی: Խորեն Պապոյան؛ زادهٔ ۱۹ مارس ۱۹۷۵) کشتی‌گیر اهل ارمنستان است که در رشته کشتی فرنگی در بازی‌های المپیک تابستانی ۲۰۰۰ به رقابت پرداخت.